# Oberes Filstal-Stadt Wiesensteig
Oberes Filstal-Stadt Wiesensteig ist ein Landschaftsschutzgebiet (Schutzgebietsnummer 1.17.067) im Landkreis Göppingen. 

## Lage und Beschreibung
Das Schutzgebiet entstand durch Verordnung des Landratsamts Göppingen vom 20. März 1985. Mit dem Inkrafttreten dieser Verordnung traten die Verordnung des Württembergischen Kultusministeriums zum Schutz von Landschaftsbestandteilen und Landschaftsteilen entlang der Reichsautobahn Stuttgart-München in den Landkreisen Esslingen, Nürtingen, Göppingen und Ulm vom 12. August 1940, die Verordnung des Landratsamtes Göppingen zum Schutz von Sommerschafweiden als Landschaftsbestandteile vom 27. Juni 1939, die Verordnung des Landratsamtes Geislingen zum Schutz von Landschaftsteilen vom 9. August 1937 (Geislinger Zeitung vom 16. August 1937) und die Verordnung des Landratsamtes Geislingen zum Schutz von Landschaftsteilen vom 2. November 1937 insoweit außer Kraft, als sie das Gebiet der Stadt Wiesensteig betrafen.
Das Landschaftsschutzgebiet umfasst die gesamte Gemarkung der Stadt Wiesensteig, ausgenommen sind die Ortslage mit Flächen für die bauliche Entwicklung und einige weitere Randflächen, sowie ein großes Waldgebiet auf der Albhochfläche (Große Weite und Brunnen). Es gehört zum Naturraum 094-Mittlere Kuppenalb innerhalb der naturräumlichen Haupteinheit 09-Schwäbische Alb. Teile des Landschaftsschutzgebiets liegen im FFH-Gebiet 7423-342 Filsalb und im Vogelschutzgebiet 7422-441 Mittlere Schwäbische Alb. Rundum grenzen mehrere Landschaftsschutzgebiete an. Das Naturschutzgebiet 1070-Sterneck wird von dem Landschaftsschutzgebiet eingeschlossen.

## Schutzzweck
Wesentlicher Schutzzweck ist gemäß Schutzgebietsverordnung die Erhaltung der Vielfalt, Eigenart und Schönheit der höhenmäßig reichgegliederten Alblandschaft um Gruibingen, welche sich durch den Wechsel von Wäldern, Feld- und Bachgehölzen, Hecken, Heideflächen nebst landwirtschaftlich genutzten Acker- und Wiesenflächen auszeichnet und mit ihrer floristischen Vielfalt einen hohen ökologischen Wert darstellt. Der besonders hohe Erholungswert für die Allgemeinheit soll ebenfalls gesichert werden.